# Mr. Broadway (film, 1933)

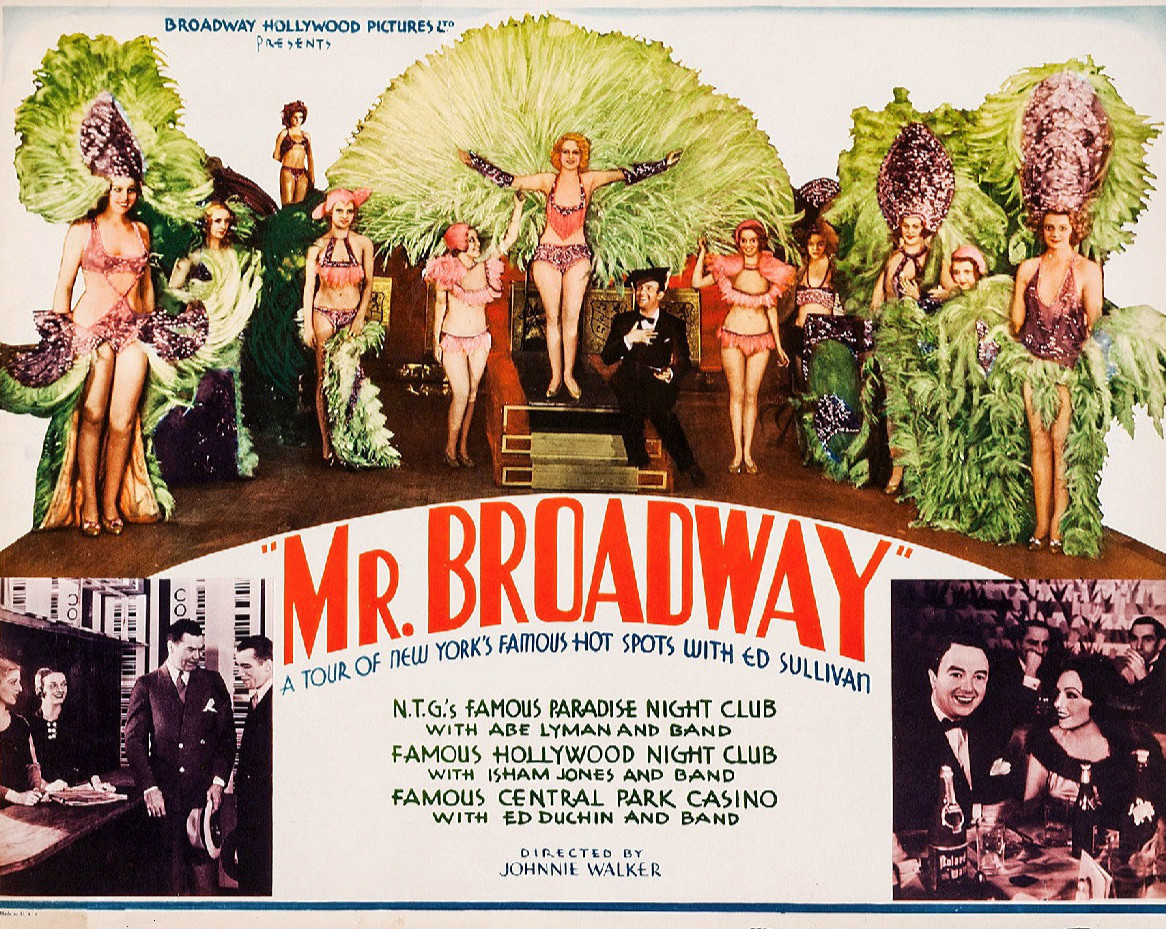
Affiche du film.

Pour les articles homonymes, voir Broadway (homonymie).
Mr. Broadway est un film américain Pré-Code réalisé par Johnnie Walker et écrit par Abel Green et Ed Sullivan, sorti en 1933.

## Synopsis

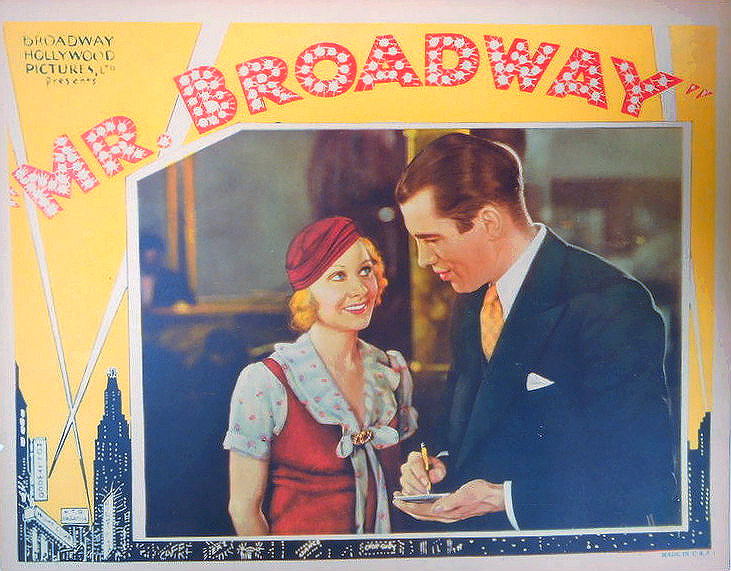
Carte promotionnelle du film.

Un journaliste reporter (Ed Sullivan, dit « Mr. Broadway »)  est à la recherche d'informations sensationnelles pour son journal, et rencontre des célébrités de l'époque dans différents nightclubs  et restaurants de New York (The Hollywood, The Casino, The Paradise).

## Fiche technique
- Réalisation : Johnnie Walker (1894–1949)
- Scénario : Abel Green et Ed Sullivan
- Photographie : Frank Zucker
- Montage : Marc Arsch
- Genre : Drame, travelogue[3]
- Musique : Harold Arlen, Isham Jones
- Production : Broadway-Hollywood Productions Ltd.
- Distributeur : Arthur Greenblatt Distribution Service
- Pays :  États-Unis
- Durée : 63 minutes
- Date de sortie :
  - États-Unis : 12 septembre 1933

## Distribution
- Ed Sullivan : lui-même
- Jack Benny : lui-même
- Jack Dempsey : lui-même
- Eddy Duchin  : lui-même
- Ruth Etting : elle-même
- Lita Grey : elle-même
- Jack Haley : lui-même
- Isham Jones : lui-même
- Bert Lahr : lui-même
- Mary Livingstone : elle-même
- Ernst Lubitsch : lui-même
- Lupe Vélez : elle-même
- Dita Parlo : la fille
- William Desmond
- Tom Moore